# Прокопіо Кардозо Нето
Прокопіо Кардозо Нето (порт. Procópio Cardoso, нар. 21 березня 1939, Салінас) — бразильський футболіст, що грав на позиції захисника. Виступав за низку бразильських футбольних клубів, зокрема, за клуб «Крузейру», а також за національну збірну Бразилії. Більш відомий як футбольний тренер, тренував низку бразильських футбольних клубів і національну збірну Катару. Одинадцятиразовий переможець Ліги Мінейро, переможець Ліги Каріока, триразовий переможець Ліги Мінейро (як тренер). Володар Кубка КОНМЕБОЛ (як тренер).

## Клубна кар'єра
Прокопіо Кардозо народився 1939 року в місті Салінас, та є вихованцем футбольної школи клубу «Ренашенка». Професійну футбольну кар'єру розпочав 1958 року в основній команді того ж клубу, в якій грав до наступного року. Згодом з 1959 по 1966 рік протягом короткого часу змінив низку клубів, зокрема «Крузейру» в якому став переможцем Ліги Мінейро, «Сан-Паулу», «Атлетіко Мінейру», в якому ще двічі став переможцем Ліги Мінейро, «Канто до Ріо», «Флуміненсе», в якому став переможцем Ліги Каріока, «Віторія» (Салвадор) та «Палмейрас».
1966 року повернувся до клубу «Крузейру», за який грав до 1973 року. У складі «Крузейру» був основним гравцем захисту команди, зіграв за цей період 215 матчів у складі команди, в якій ще 6 раз став переможцем Ліги Мінейро. Завершив професійну кар'єру футболіста виступами за команду «Крузейру» у 1973 році.

## Виступи за збірну
У 1963 році Прокопіо Кардоз дебютував у складі національної збірної Бразилії. У складі збірної був учасником Чемпіонату Південної Америки 1963 року у Болівії, де команда виступала фактично резервним складом. Загалом протягом кар'єри в національній команді, яка тривала до 1968 року років, провів у її формі 10 матчів, у яких забитими м'ячами не відзначився.

## Кар'єра тренера
У 1975 році, після невеликої перерви по закінченні виступів на футбольних полях, Прокопіо Кардозо Нето розпочав тренерську кар'єру, очоливши юнацьку команду клубу «Крузейру», а в 1977 році тренерський штаб головної команди клубу. У 1978 році він став головним тренером команди «Атлетіко Мінейру», в якій працював до 1981 року, та з якою тричі став переможцем Ліги Мінейро. У 1981 році Прокопіо Кардозо очолив катарський клуб «Аль-Арабі», в якому працював до 1983 року, після чого у 1984 році став головним тренером еміратського клубу «Шарджа». У цьому ж році знову повернувся до роботи з клубом «Атлетіко Мінейру», в якому працював до 1985 року.
У 1985 році Прокопіо Кардозо знову вирушив на Близький Схід, де став головним тренером катарського клубу «Аль-Садд». 1987 року бразильський тренер прийняв пропозицію стати головним тренером національної збірної Катару, діями якої керував на домашньому для неї кубку Азії з футболу 1988 року. Після чемпіонату тренер залишив збірну Катару.
Протягом 1989 року Прокопіо Кардозо був головним тренером команди «Флуміненсе». У 1990 році тренер очолював іншу бразильську команду «Греміо», а пізніше в цьому ж році був головним тренером клубу «Америка Мінейру». У 1991 році тренер працював у саудівському клубі «Аль-Іттіфак».
1992 року Прокопіо Кардозо знову став головним тренером команди «Атлетіко Мінейру», з якою став переможцем Кубка КОНМЕБОЛ. Наступного року Кардосо очолив клуб «Атлетіку Паранаенсе», а в другій половині року очолював клуб «Гояс».
У 1994 році Прокопіо Кардозо прийняв пропозицію очолити клуб «Інтернасьйонал». Після року роботи в «Інтернасьйоналі» тренер знову очолив команду «Атлетіко Мінейру», де працював до 1996 року. У 1997—1999 роках Кардосо очолював інший бразильський клуб «Баїя». У 1999 році бразильського тренера запросили до саудівського клубу «Ан-Наср» (Ер-Ріяд), де він працював до кінця року. У 2000 році тренер повернувся на батьківщину, де очолив клуб «Крузейру». Далі Прокопіо Кардозо знову працював у Катарі, цього разу в клубі «Аль-Арабі». З 2004 до 2005 року він знову очолював тренерський штаб команди «Атлетіко Мінейру».
У 2005 році Прокопіо Кардозо знову очолив клуб «Баїя». У 2008 році Кардозо очолював клуб «Америка Мінейру», після чого припинив тренерську діяльність.

## Титули і досягнення

### Як гравця
- Переможець Ліги Мінейро (11):

«Крузейру»: 1959, 1960, 1961, 1966, 1967, 1968, 1969, 1972, 1973
«Атлетіко Мінейру»: 1962, 1963
- Переможець Ліги Каріока (1):

«Флуміненсе»: 1964

### Як тренера
- Переможець Ліги Мінейро (3):

«Атлетіко Мінейру»: 1978, 1979, 1980
- Володар Кубка КОНМЕБОЛ (1):

«Атлетіко Мінейру»: 1992